# Jonathan Fitoussi
Pour les articles homonymes, voir Fitoussi.
Jonathan Fitoussi est un compositeur de musique électronique français né le 28 décembre 1978 à Paris. Il compose également pour le cinéma et le spectacle vivant.

## Biographie
Jonathan Fitoussi est un artiste de musique électronique, né le 28 décembre 1978 à Paris.
Jonathan a été étudiant en histoire de l’art avant de rapidement s’orienter vers une école des métiers du son. Dès 2001, il démarre une relation étroite avec l’INA-GRM (Groupe de Recherches Musicales) et se spécialise dans la restauration de bande magnétique à l'INA,.
Cette période est marquée par la rencontre avec de grands acteurs de la musique en France comme Jacqueline et Daniel Caux, Eliane Radigue, François Bayle ou le sculpteur sonore Bernard Baschet.
En 2010, Jonathan signe 3 albums solo avec le label Pan European Recording, à la suite de l’album de son groupe de rock One Switch To Collision signé sur ce même label.
En 2014, Jonathan est invité en résidence à l’EMS - ElektronMusikStudion de Stockholm ou il composera avec Clemens Hourrière un album exclusivement sur le synthétiseur Buchla 200; Five Steps sort chez Versatile Records en 2015,.
En 2016, Jonathan Fitoussi participe à la bande originale du film Le ciel attendra de Marie Castille Mention-Schaar avec Noémie Merlant. Cette même année il signe pour l’Opéra de Paris - 3e Scène, la musique du court métrage Etats transitoires dirigé par Ill Studio; puis sort l'album Imaginary Lines sur le label américain Further Records.
En 2017 il est invité au Studio Venezia de Xavier Veilhan, artiste français qui représente la France à la Biennale de Venise. Il va démarrer à cette occasion une collaboration avec Jean-Benoit Dunckel du groupe Air; l'album Mirages sort en 2019 et un second album Mirages II en 2025.
Jonathan Fitoussi signe la musique du film d’art Mutant Stage 8 dirigé par Xavier Veilhan avec la danseuse étoile Marie-Agnès Gillot et Dimitri Chamblas pour Lafayette Anticipations.
Jonathan crée avec Sébastien Rosat le label Transversales Disques spécialisé dans l'édition d'enregistrements inédits, puis le sous label Obliques.
En 2018, Jonathan signe la bande originale du film L'Ordre des médecins de David Roux, avec Jérémie Renier, Marthe Keller et Zita Hanrot. Pour cette B.O. il mêle les sonorités des synthétiseurs analogiques et des sculptures sonores Baschet. La même année il publie en collaboration avec Clemens Hourrière l'album Espaces Timbrés.
En 2019, lors d’un long voyage en Californie, Jonathan démarre une collaboration avec Suzanne Ciani, pionnière américaine de la musique électronique dans son studio en Californie; l'album Golden Apples Of The Sun sort en 2023.
Cette même année la Philharmonie de Paris lui commande une pièce pour orgue qui sera jouée durant la Nuit Blanche de la ville de Paris.
Jonathan se produira pour la première fois au Japon durant le Labyrinth Festival.
Jonathan Fitoussi collabore une nouvelle fois avec le musicien Clemens Hourrière pour composer la musique du ballet aérien Möbius créé en collaboration avec la Compagnie XY et Rachid Ouramdane; chorégraphe et directeur du théâtre national de Chaillot; la musique du spectacle Möbius sort en 2022 sur le label Obliques.
En 2020, à la demande du couturier Jean-Charles de Castelbajac, Jonathan compose la musique pour la nouvelle collection de la marque Benetton présentée lors de la fashion week de Milan. La même année il publie l'album Plein Soleil sur son label Obliques.
En 2021, à la suite de nombreuses collaborations avec l'artiste Xavier Veilhan, Jonathan rend hommage à ce partenariat artistique avec un nouvel EP intitulé Music for Xavier Veilhan sorti sur son label Obliques,.
En 2022, Jonathan signe la nouvelle campagne pour  le sake IWA créé par Richard Geoffroy (Dom Pérignon) et collabore avec l'artiste contemporain Mathias Kiss pour la présentation de la nouvelle DS électrique. France Culture lui commande la musique du podcast jeunesse Les mondes de Chloé.
En 2023, Jonathan signe l'intégralité de la musique pour l'expérience immersive de Hennessy à Cognac créée par le célèbre duo d'artiste Florence Deygas & Olivier Kuntzel.
Jonathan Fitoussi a été mandaté par Radio France pour une création musicale jouée dans le grand auditorium de la maison de la radio et de la musique, pour cette commande il revisite la Symphonie Titan de Gustav Mahler.
En 2025 les Galeries Lafayette lui commande une création originale Music For Atrium spécifiquement conçue pour les Galeries Lafayette Champs-Élysées.. Il se produira également au célèbre festival Primavera Sound à Barcelone.

## Discographie

### Albums
- Electronic Dream (2009)
- Pluralis (Pan European Recording, 2011)
- Polaris - Live (Pan European Recording, 2013)
- Origins (Pan European Recording, 2015)
- Imaginary Lines (Further records, 2016)
- Diagonals - Live (Hands in the dark, 2018)
- Plein Soleil (Obliques, 2020)
- Poème Symphonique - Live (Obliques, 2024)

### EP & singles
- Music For Xavier Veilhan (2021)
- Polaris - Studio Version (2021)
- Model Alpha - Perceptions - Chloé (Thévenin) remix (2022)

### Collaboration
- Five Steps – Jonathan Fitoussi & Clemens Hourrière (Versatile Records, 2015)
- Dimensions - Model Alpha (Desire records, 2015)
- Espaces Timbrés – Jonathan Fitoussi & Clemens Hourrière (Versatile Records, 2018)
- Mirages – Jonathan Fitoussi & JB Dunckel (The Vinyl Factory, 2019)
- Möbius - (Original music from Möbius by Cie XY) Jonathan Fitoussi & Clemens Hourrière (Obliques, 2022)
- Perceptions - Model Alpha (Obliques, 2022)
- Golden Apples Of The Sun - Suzanne Ciani & Jonathan Fitoussi (Obliques, 2023)
- Mirages II – Jonathan Fitoussi & JB Dunckel (Prototyp & Obliques, 2025)

### Filmographie (compositeur)
- Le ciel attendra (2016)
- L'Ordre des médecins (2019)